# Izba Kupiecka w Krakowie
Izba Kupiecka – jedna z sal dawnego ratusza krakowskiego na Rynku Głównym. Krakowska gildia kupiecka miała swoją izbę w Ratuszu miejskim niemal od początków jej istnienia (pierwsze wzmianki pochodzą z 1410 r.). Powołano ją w interesie kupieckiego prawa, pożytku i korzyści. W ratuszowej sali kupieckiej odbywały się posiedzenia krakowskich kupców, przechowywano akty kupieckie i godła oraz pamiątki. H. Schwarz pisał:
Kongregacya Kupiecka, jedna z najdawniejszych Korporacyji krakowskich
 
sięgająca założeniem początków XV stulecia, bo r. 1410, dzieląc pomyślną i złą dolę miasta,

przetrwała do dni naszych. Kupiectwo krakowskie zjednoczone w kongregacyi kupieckiej 

chlubnie jest zapisane na kartach historyi starego Krakowa, nie tylko z czasów niepodległości Narodu,

ale i później nie wyłączając czasów Wolnego Miasta i doby po zajęciu Krakowa prze Austryę.
 
Zasiadali oni ongi w przeważnej części na krzesłach radzieckich i ławniczych,

a ślady ich działalności obywatelskiej przetrwały wieki, stanowiąc chlubę mieszczaństwa krakowskiego
 
jako tegóż żywioł rdzenny i kulturalny (...) .

## Historia i współczesność
Izba przestała funkcjonować w 1820 wraz z wyburzeniem ratusza. Kupcy krakowscy od 1889 czynili starania o pozyskanie własnej Izby w nowym Krakowskim Magistrackie. Przywilej taki Rada Stołecznego Królewskiego Miasta Krakowa nadała im w 1901, kiedy to jednemu z pomieszczeń magistratu nadano nazwę Izba Kupiecka. Czas II wojny światowej oraz czasy powojenne nie były przychylne kupcom, od 1949 kongregacja kupiecka została rozwiązania zgodnie z decyzjami ówczesnych władz państwowych PRL.
Obecnie tradycja Izby Kupieckiej w Ratuszu jest kontynuowana. W dzisiejszym Magistracie jest to Sala Kupiecka (dawna Izba Kupiecka).